# جوليان نكوجي بكالي
جوليان نكوجي بكالي (بالفرنسية: Julien Nkoghe Bekalé)‏، ولد في 23 أغسطس 1958 في ليبرفيل، رجل دولة غابوني، عضو في الحزب الديمقراطي الغابوني، ورئيس وزراء منذ عام 2019.

## سيرة
أصله من نتوم، ينتمي إلى قبيلة فانغ المصب ( مجموعة بانتو العرقية)، مثل معلمه السياسي بول بيوغي إمبا رئيس الوزراء في عام 2009.
وزير العمل السابق والمشاريع الصغيرة والمتوسطة ، تم تعيينه رئيسًا للوزراء 12 يناير 2019 ويعلن حكومته في نفس اليوم.

## المذكرات والمراجع
1. ↑  Mathieu Olivier (20-26 janvier 2019). "ABO l'équilibriste". Jeune Afrique (بالفرنسية) (3028). {{استشهاد بدورية محكمة}}: تحقق من التاريخ في: |تاريخ الوصول= and |تاريخ= (help) and الوسيط |تاريخ الوصول بحاجة لـ |مسار= (help).
2. ↑  "Gabon : Julien Nkoghe Bekale nommé Premier ministre et Faustin Boukoubi élu président de l'Assemblée nationale". جون أفريك. 12 janvier 2019. مؤرشف من الأصل في 2019-09-30. اطلع عليه بتاريخ 13 janvier 2019. {{استشهاد ويب}}: تحقق من التاريخ في: |تاريخ الوصول= و|تاريخ= (مساعدة).
3. ↑  "Gabon : Ali Bongo nomme un nouveau Premier ministre". راديو فرنسا الدولي. 12 janvier 2019. مؤرشف من الأصل في 2019-04-15. اطلع عليه بتاريخ 13 janvier 2019. {{استشهاد ويب}}: تحقق من التاريخ في: |تاريخ الوصول= و|تاريخ= (مساعدة).
4. ↑  "Julien Nkoghe Bekalé publie son nouveau gouvernement, pas trop de changements". Gabonactu.com. 13 janvier 2019. مؤرشف من الأصل في 2019-04-15. اطلع عليه بتاريخ 13 janvier 2019. {{استشهاد ويب}}: تحقق من التاريخ في: |تاريخ الوصول= و|تاريخ= (مساعدة).